# إيكوكو كاواي
إيكوكو كاواي (باليابانية: 川井郁子؛ بالكانا: かわい いくこ) هي ملحنة وعازفة كمان وممثلة يابانية، ولدت في 19 يناير 1968 في تاكاماتسو في اليابان.

## وصلات خارجية
- الموقع الرسمي
- إيكوكو كاواي على موقع ميوزك برينز (الإنجليزية)